# Црвеноухи гвенон
Црвеноухи гвенон (лат. Cercopithecus erythrotis) је врста примата (Primates) из породице мајмуна Старог света (Cercopithecidae). 

## Распрострањење
Ареал врсте покрива средњи број држава. 
Присутна је у следећим државама: Нигерија, Камерун и Екваторијална Гвинеја.

## Станиште
Станиште врсте су шуме. 
Врста је по висини распрострањена до 1.000 метара надморске висине. 

## Подврсте
Постоје две подврсте црвеноухог гвенона:
- камерунски црвеноухи мајмун (Cercopithecus erythrotis camerunensis);
- биочки црвеноухи мајмун (Cercopithecus erythrotis erythrotis).

## Угроженост
Ова врста се сматра рањивом у погледу угрожености врсте од изумирања.